# Galska ruža
Galska ruža (majska ruža, vrtna ruža, lat. Rosa gallica), korisni listopadni mirisni grm iz roda ruža, porodica ružovki. Staništa su joj sunčana i suha mjesta, često uz rubove šuma, na livadama i pašnjacima. Raširena je po južnoj i srednjoj Europi, po zapadnoj Aziji i sjevernoj Africi.
Naraste do jedan metar visine, dubokog je i dobro razvijenog korijena, trnovitih grana i velikih mirsnih cvjetova s tamno ružičastim laticama koji cvatu od svibnja do srpnja.
Latinski naziv vrste “gallica” znači galska, francuska.
- R. gallica
- R. gallica
- R. gallica
- R. gallica